# ノヴィ・タルク
ノヴィ・タルク（Nowy Targ  [ˈnɔvɨ ˈtark]、ラテン語:Novum Forum、スロバキア語:Nový Targ）は、約34,000人の人口を持つ南ポーランドの町であり、ポトハレ地方の歴史的な中心都市である。Biały川とCzarny Dunajec川の合流点で、Gorce山の谷のふもとに位置する。

## 歴史
- 1308年：シトー会が、山岳地方に新しい入植地を作るための土地を獲得した。地名はそれに因んで「新しい市場」を意味する。端にあるStare Cło（ドイツ語：Altzoll, 英語：Old Customs Post）という入植地はその後すぐに建設された。.[1]
- 1346年：Stare Cłoの中心のノヴィ・タルクはカジミェシュ3世によって建設され、マクデブルク法により重要な内政の自治体として認められた。[2]
- 1487年：カジミェシュ4世は２つの年一回の祭りと週一回、木曜日の市場を認めた。なお、この野外の市場は今日まで続き、今は木曜日と土曜日の朝に開かれている。
- 1533年：商人が国境を越えるとき、町を通ることを要求する成文法ができた。
- 1601年：大きな火事が教区の教会と町の記録を破壊した。
- 1656年：バルト帝国が大洪水時代の間、町を略奪した。
- 1710年：火事で41頭の馬と教会を失った。
- 1770年：ハプスブルク君主国に併合された。
- 1886年：市役所ができた。
- 1918年：第一次世界大戦の後、ポーランド第二共和国に再び加わった。
- 1933年：ポーランドの大統領、イグナツィ・モシチツキがアイスホッケーチームのPodhale Nowy Targの成功を受けて訪れた。
- 1939年9月1日16：30ごろ：ナチス・ドイツが侵略した。
- 1941年：the Tatra Confederationという抵抗運動がノヴィ・タルクで組織された。
- 1942年8月30日：ゲットーのユダヤ人がドイツ人によって殺害された。
- 1945年1月29日：赤軍がドイツの占領から解放した。
- 1979年7月8日：ヨハネ・パウロ2世がはじめての巡礼の際、ノヴィ・タルクを訪れた。
- 1998年：フロアボールチームのKSシャロトカ・ノヴィ・タルクが好成績を収めた。

## 地理
- 緯度：北緯49°28'
- 経度：東経 20°01'
- 標高 585～680 m
- ポーランドの主要都市までの距離
  - ワルシャワ：376km
  - ウッチ：348km
  - クラクフ：84km
  - グダニスク：690km
  - ヴロツワフ：346km
  - カトヴィツェ：157km
  - キェルツェ：200 km
  - ジェシュフ：214 km
  - シュチェチン：727 km
  - ビャウィストク：574 km
  - ポズナン：475 km
  - チェンストホヴァ：226 km
  - スウプスク：759 km

## 気候
| ノヴィ・タルクの気候   | ノヴィ・タルクの気候 | ノヴィ・タルクの気候 | ノヴィ・タルクの気候 | ノヴィ・タルクの気候 | ノヴィ・タルクの気候 | ノヴィ・タルクの気候 | ノヴィ・タルクの気候 | ノヴィ・タルクの気候 | ノヴィ・タルクの気候 | ノヴィ・タルクの気候 | ノヴィ・タルクの気候 | ノヴィ・タルクの気候 | ノヴィ・タルクの気候 |
| 月                     | 1月                  | 2月                  | 3月                  | 4月                  | 5月                  | 6月                  | 7月                  | 8月                  | 9月                  | 10月                 | 11月                 | 12月                 | 年                   |
| ---------------------- | -------------------- | -------------------- | -------------------- | -------------------- | -------------------- | -------------------- | -------------------- | -------------------- | -------------------- | -------------------- | -------------------- | -------------------- | -------------------- |
| 最高気温記録 °C （°F） | 15.5 (59.9)          | 17.3 (63.1)          | 20.8 (69.4)          | 26.5 (79.7)          | 30.1 (86.2)          | 32.8 (91)            | 33.3 (91.9)          | 34.0 (93.2)          | 29.8 (85.6)          | 25.7 (78.3)          | 22.3 (72.1)          | 14.2 (57.6)          | 34.0 (93.2)          |
| 平均最高気温 °C （°F） | −2.0 (28.4)          | −1.3 (29.7)          | 4.9 (40.8)           | 11.8 (53.2)          | 17.1 (62.8)          | 20.1 (68.2)          | 20.9 (69.6)          | 20.5 (68.9)          | 18.0 (64.4)          | 11.6 (52.9)          | 3.8 (38.8)           | −0.1 (31.8)          | 10.4 (50.7)          |
| 日平均気温 °C （°F）   | −5.3 (22.5)          | −4.8 (23.4)          | −0.4 (31.3)          | 5.4 (41.7)           | 11.3 (52.3)          | 13.8 (56.8)          | 14.7 (58.5)          | 14.3 (57.7)          | 10.7 (51.3)          | 5.6 (42.1)           | 0.0 (32)             | −3.5 (25.7)          | 5.1 (41.2)           |
| 平均最低気温 °C （°F） | −9.0 (15.8)          | −8.7 (16.3)          | −6.0 (21.2)          | −1.2 (29.8)          | 5.5 (41.9)           | 7.8 (46)             | 9.0 (48.2)           | 7.9 (46.2)           | 4.1 (39.4)           | 0.2 (32.4)           | −3.5 (25.7)          | −6.7 (19.9)          | −0.1 (31.8)          |
| 最低気温記録 °C （°F） | −37.4 (−35.3)        | −34.1 (−29.4)        | −25.6 (−14.1)        | −13.5 (7.7)          | −6.1 (21)            | −3.5 (25.7)          | 0.9 (33.6)           | −2.2 (28)            | −5.8 (21.6)          | −14.1 (6.6)          | −22.7 (−8.9)         | −28.9 (−20)          | −37.4 (−35.3)        |
| 降水量 mm （inch）     | 55 (2.17)            | 53 (2.09)            | 60 (2.36)            | 85 (3.35)            | 115 (4.53)           | 147 (5.79)           | 162 (6.38)           | 126 (4.96)           | 93 (3.66)            | 67 (2.64)            | 60 (2.36)            | 55 (2.17)            | 1,078 (42.44)        |
| 平均月間日照時間       | 68                   | 85                   | 112                  | 134                  | 175                  | 167                  | 159                  | 156                  | 125                  | 118                  | 81                   | 58                   | 1,438                |
| 出典：IMGW             |                      |                      |                      |                      |                      |                      |                      |                      |                      |                      |                      |                      |                      |

## 文化
- 市民文化センター（Miejski Ośrodek Kultury）
- 青年文化センター（Młodzieżowy Dom Kultury）
- Jatkaギャラリー （Galeria Jatki）

### 美術館
- Podhale美術館（Muzeum Podhalańskie PTTK）

### 映画館
- 映画館Tatry
- 映画館Kabina

## 建築

### 聖アンナ教会

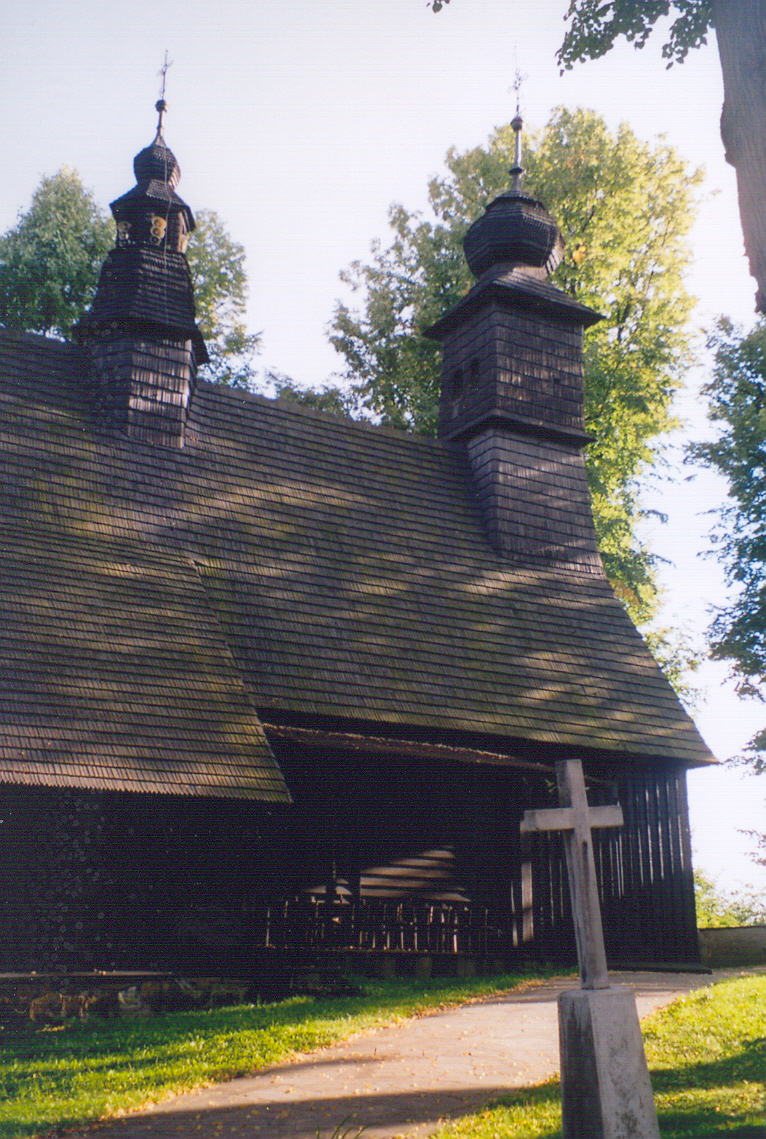
聖アンナ教会

市民墓地を見渡す木の教会である。地域の言い伝えでは1219年に発見されたとあるが、起源は15世紀である。初めにゴシック様式で建てられ、後にバロック様式の祭壇と絵画、ロココ様式の説教壇、18世紀のオルガンと鐘楼といった他の特徴をなすもので修復、再建された。

### 聖カタリナ教会
アレクサンドリアのカタリナに捧げられ、カジミェシュ3世によって1346年に建てられた。現存する教会ではポトハレ地方でもっとも古い教会である。
教会はたくさんの火事と軍の攻撃によって損害を受け、後に再建・修理された。多くの箇所は火事で失ったためレプリカであるが、内部、特に祭壇台と小礼拝堂はバロック時代の特徴を残している。聖カタリナの絵画は1892年よりメインの祭壇台にある。

## 教育
- Podhalańska Państwowa Wyższa Szkoła Zawodowa in Nowy Targ

## スポーツ

### アイスホッケー
- ポドハレ・ノヴィ・タルク[3]

### フロアボール
- KSシャロトカ・ノヴィ・タルク
- KSグラレ・ノヴィ・タルク

## 自然保護

### 自然保護区
- Bor na Czerwonem：モウセンゴケやマウンテンパイン、クロライチョウの生育を保護する自然保護区である。

## 姉妹都市
- ドイツ、ラダヴォンヴォルト
- スロバキア、ケジュマロク[4]
- フランス、エヴリー
- イタリア、ロヴェルベッラ